# Ânforas de cristal do Museu Paulista
As ânforas de cristal do Museu Paulista constituem uma série de ânforas presentes nas escadarias internas do Museu Paulista que representam características da fauna e flora brasileira. Contêm em seu interior uma amostra, de cerca de dez litros, da água retirada de um rio que cruza o território brasileiro, e contam com suportes de bronze, instaladas em 1928, pelo escultor belga Adrien-Henri-Vital Van Emelen, a pedido do então diretor da instituição, Afonso D’Escragnolle Taunay, e também do escultor italiano Elio De Giusto

## Histórico
Inicialmente, duas ânforas foram instaladas no ano de 1928 e, neste caso inicial, carregavam as águas misturadas dos cursos localizados nos extremos do país: um com águas do Oiapoque e do Chuí, referente ao eixo Norte e Sul, e outra dos rios Capibaribe e Javari, referente ao eixo Leste e Oeste.
A decoração completa, no entanto, foi alcançada apenas dois anos depois, quando foram adicionadas mais dezesseis peças referentes aos rios Parnaíba, Tocantins, Paraíba, Madeira, Carioca, Paraná, Negro, Capibaribe, São Francisco, Paraguai, Amazonas, Uruguai, Jaguaribe, Piranhas-Açu, Doce e Tietê. O conteúdo foi trocado apenas uma vez, em 1991.

## Suportes de bronze

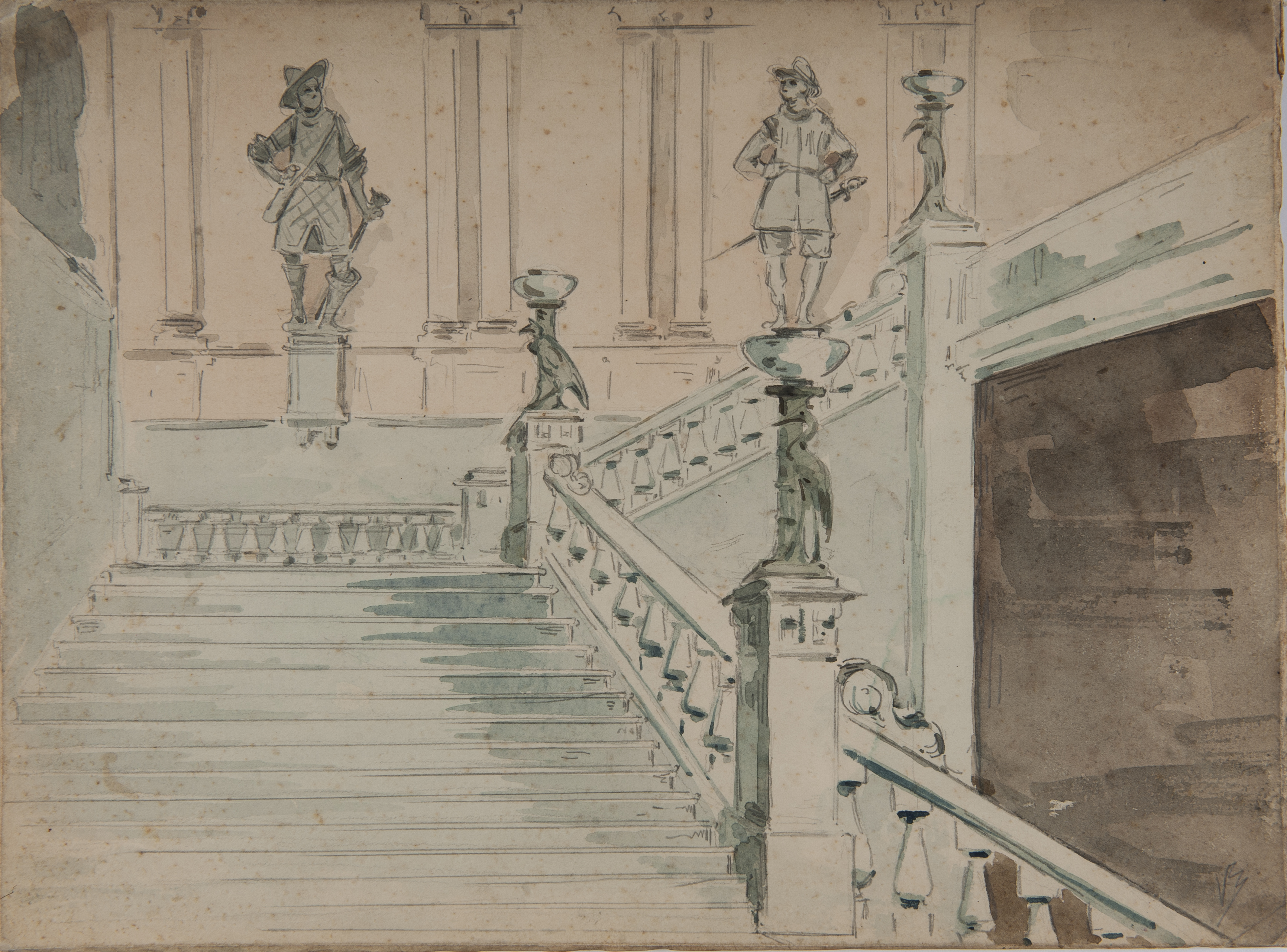
Museu Paulista / Escada Interior, de Adrian Henri Vital van Emelen.

Por razões desconhecidas, embora a concepção dos suportes de bronze tenha ficado a cargo do escultor belga Adrien van Emelen, não foi ele quem de fato as esculpiu. Não foram achadas notícias sobre os vasos até 1927, quando Taunay solicitou a quantia de cinco contos de réis para encomendar os oito vasos ao escultor Elio De Giusto, cuja assinatura está nos suportes.

## Galeria

Ânforas
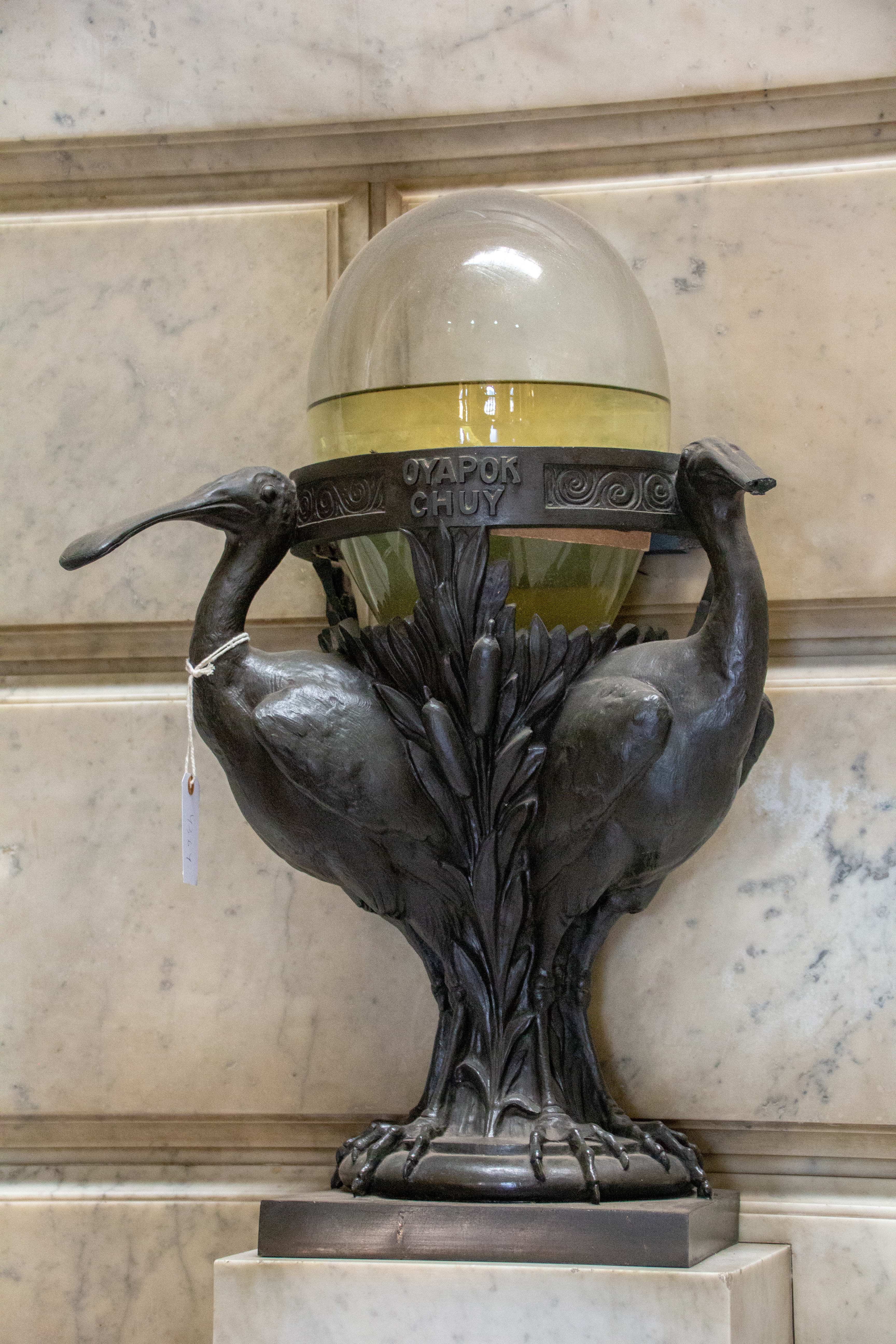
Mistura das águas do Oiapoque e do Chuí
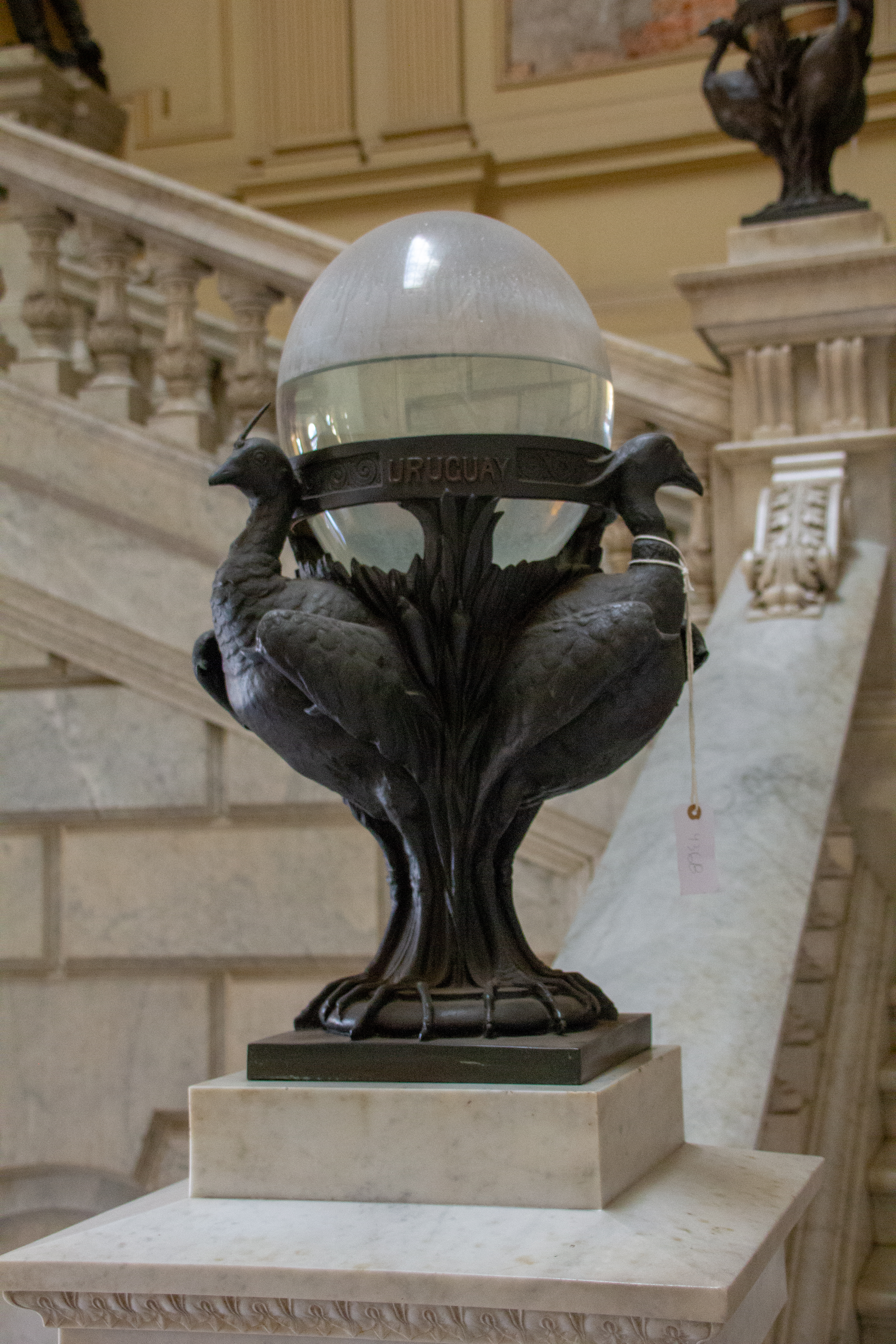
Rio Uruguai
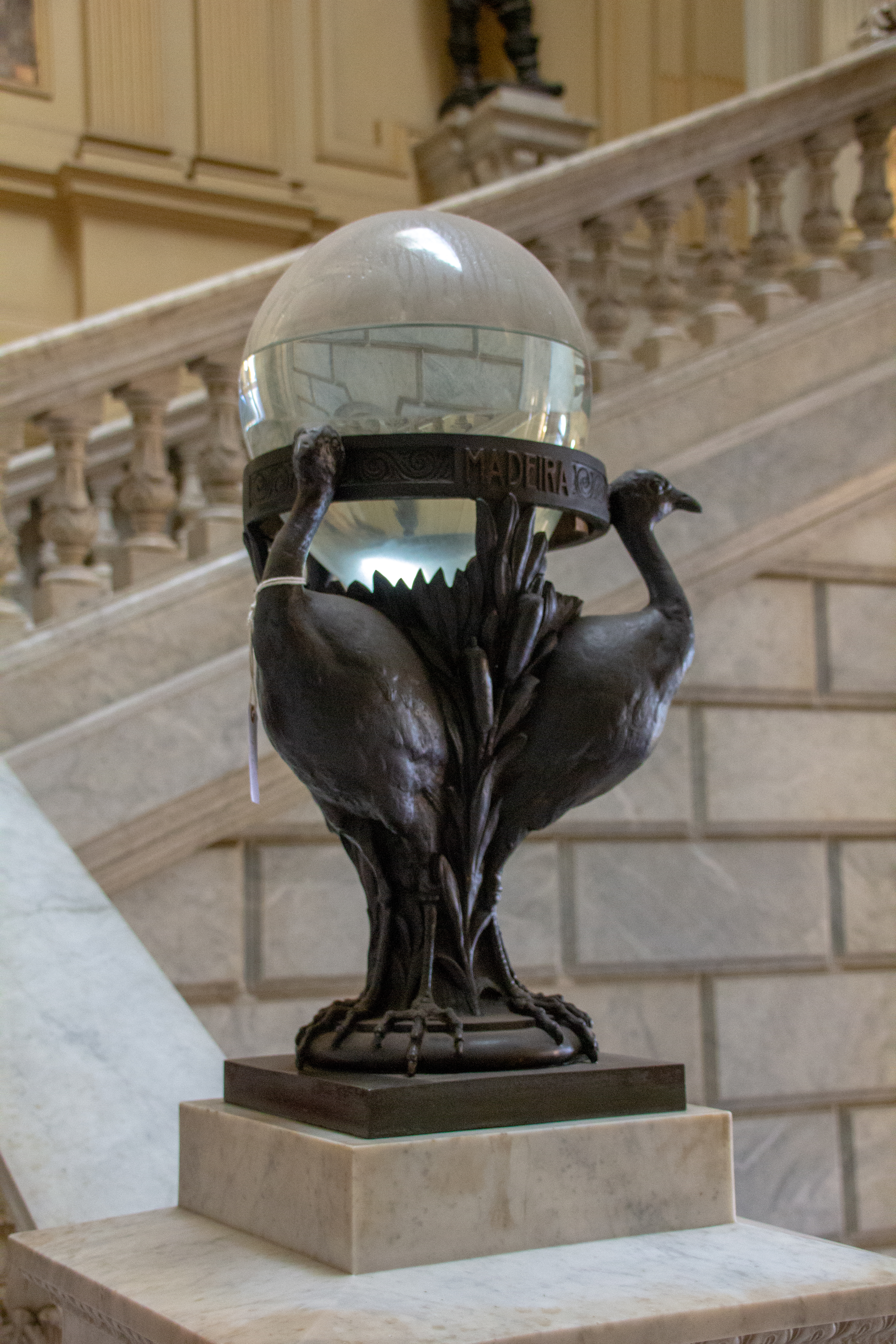
Rio Madeira
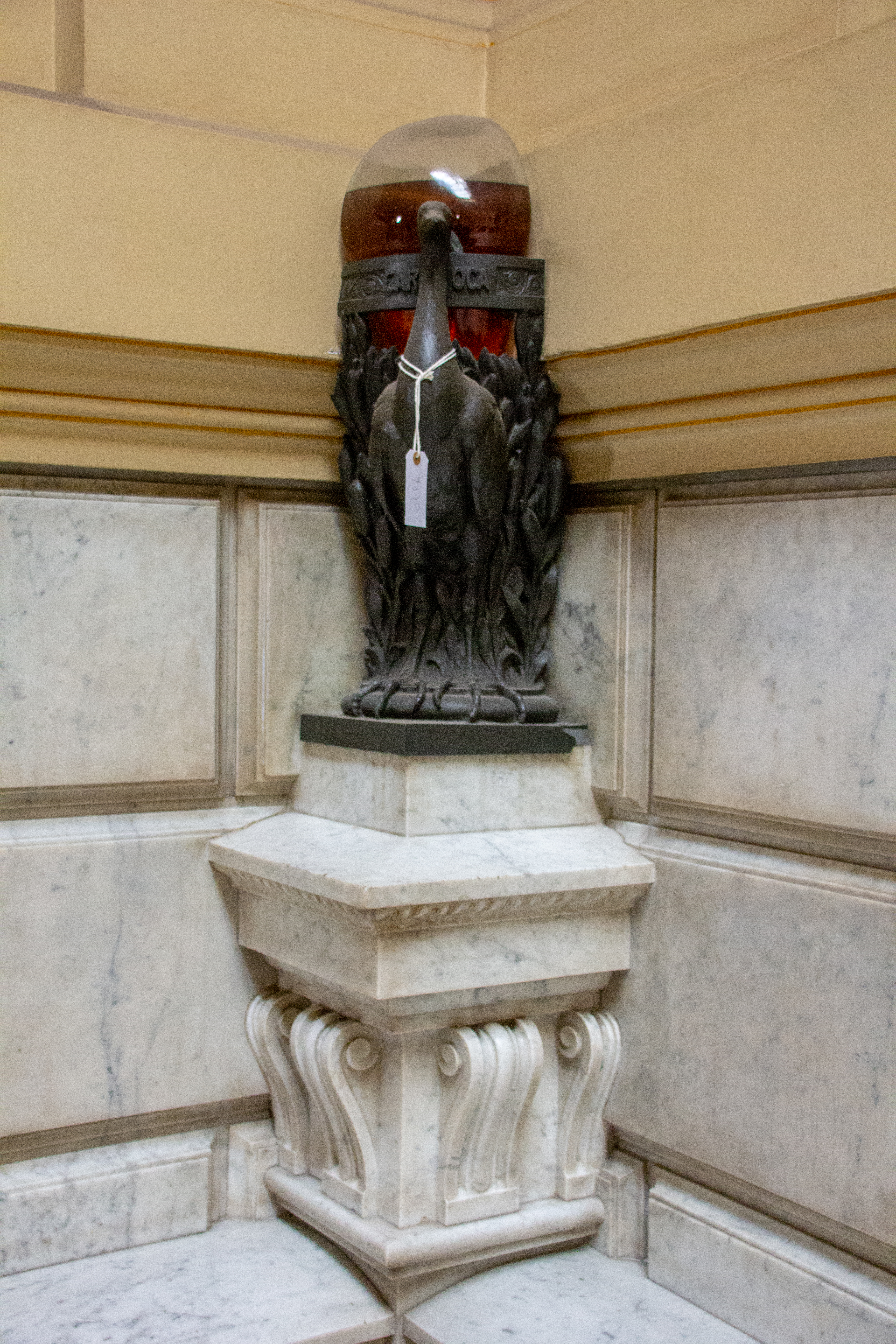
Rio Carioca
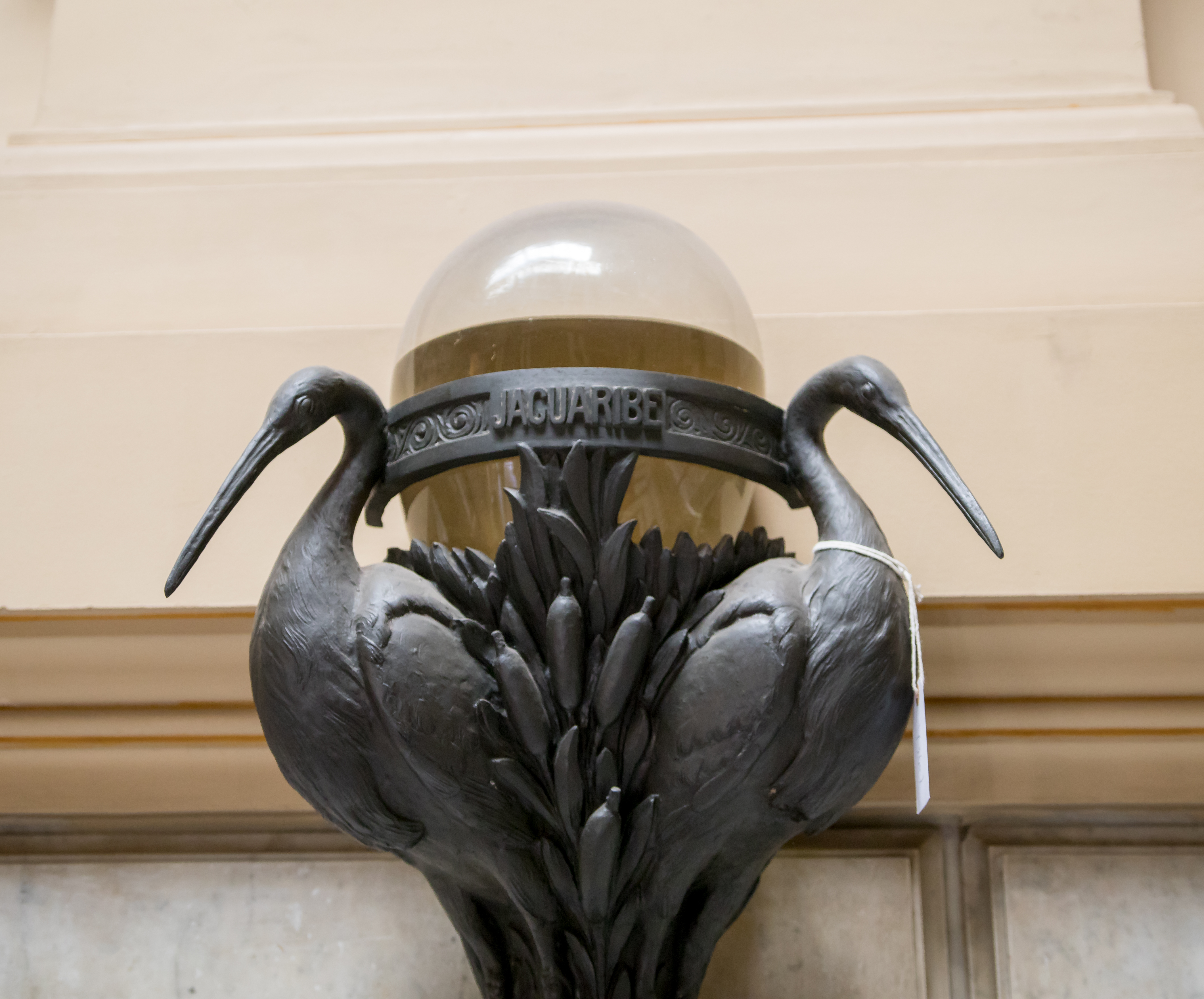
Rio Jaguaribe
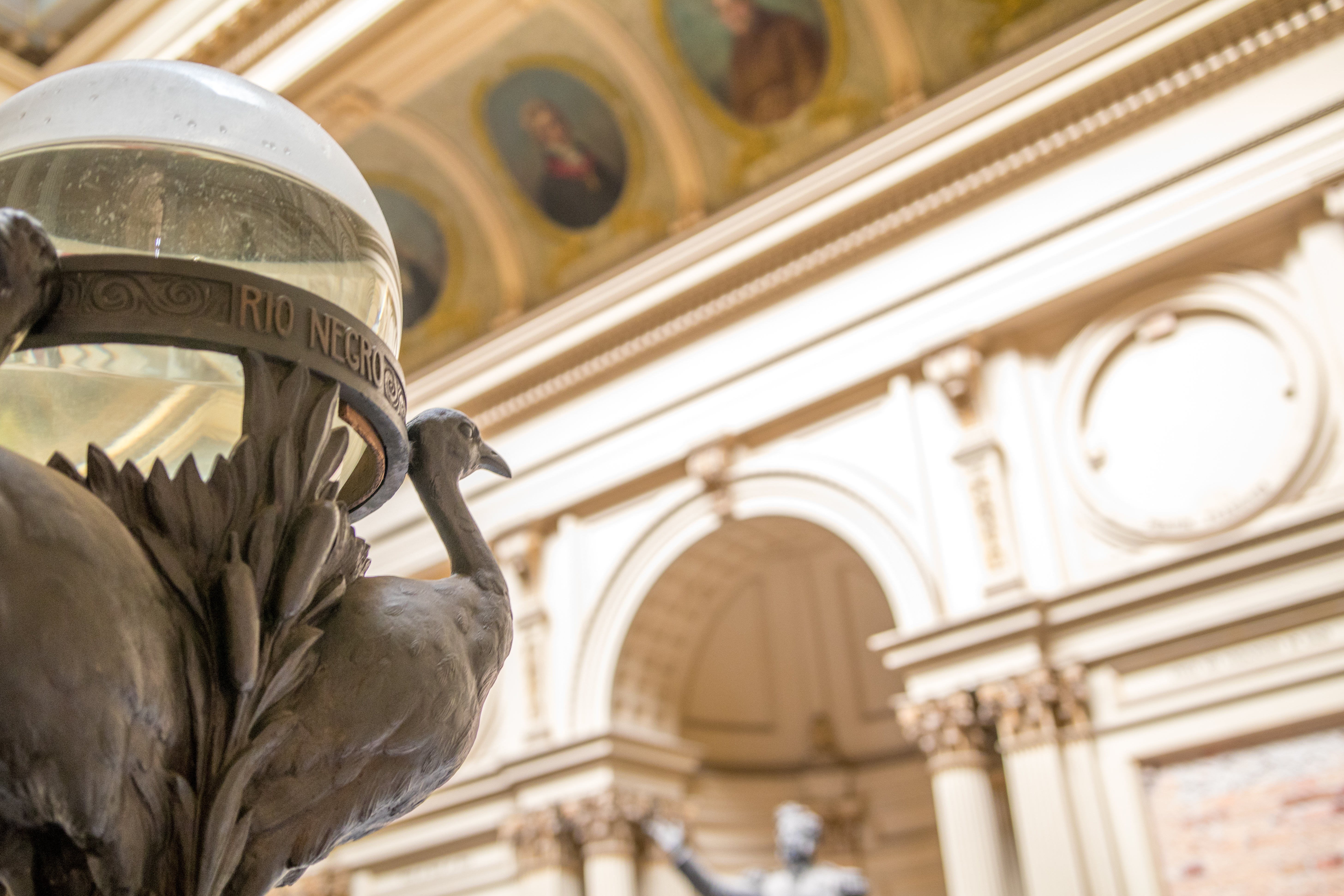
Rio Negro
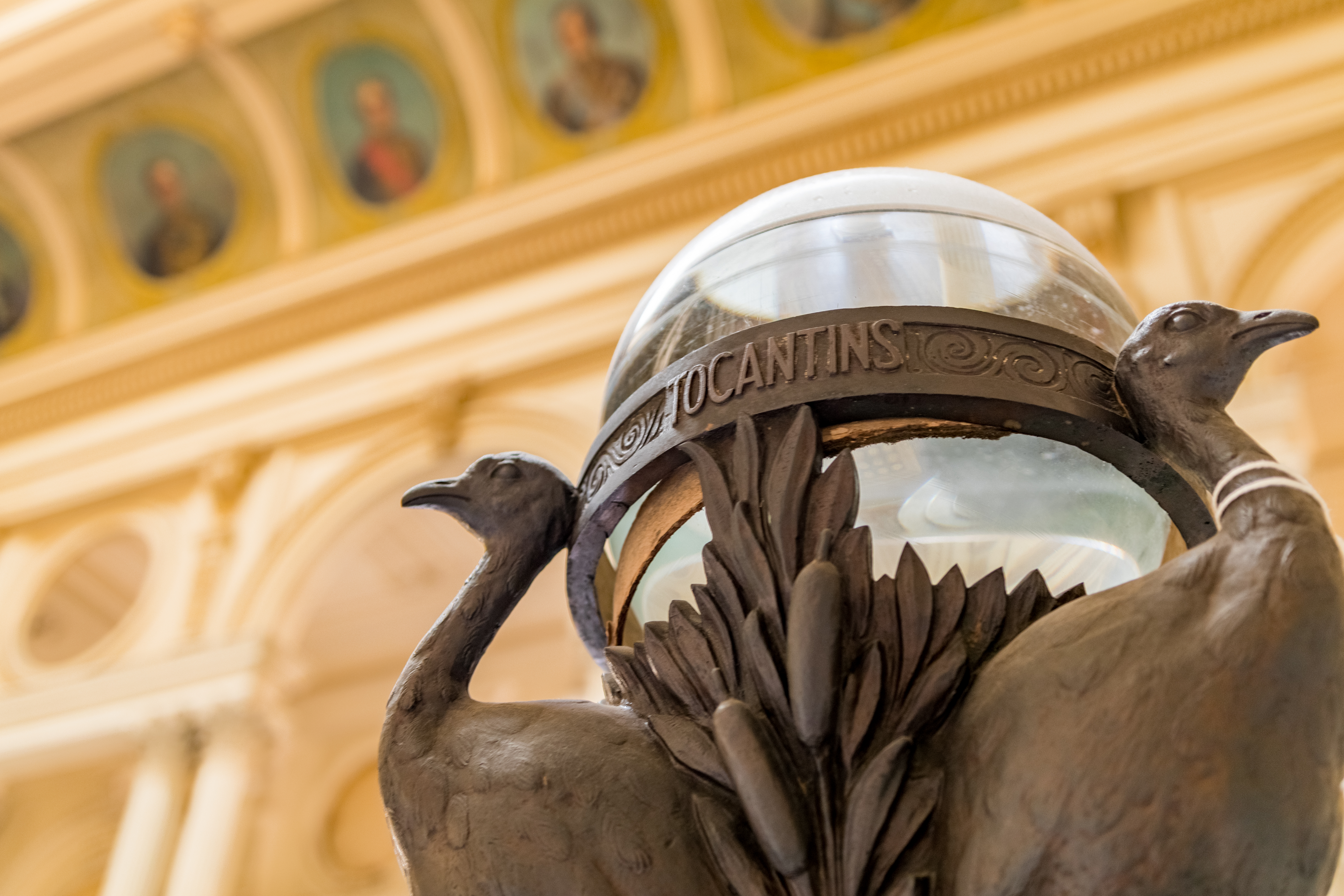
Rio Tocantins
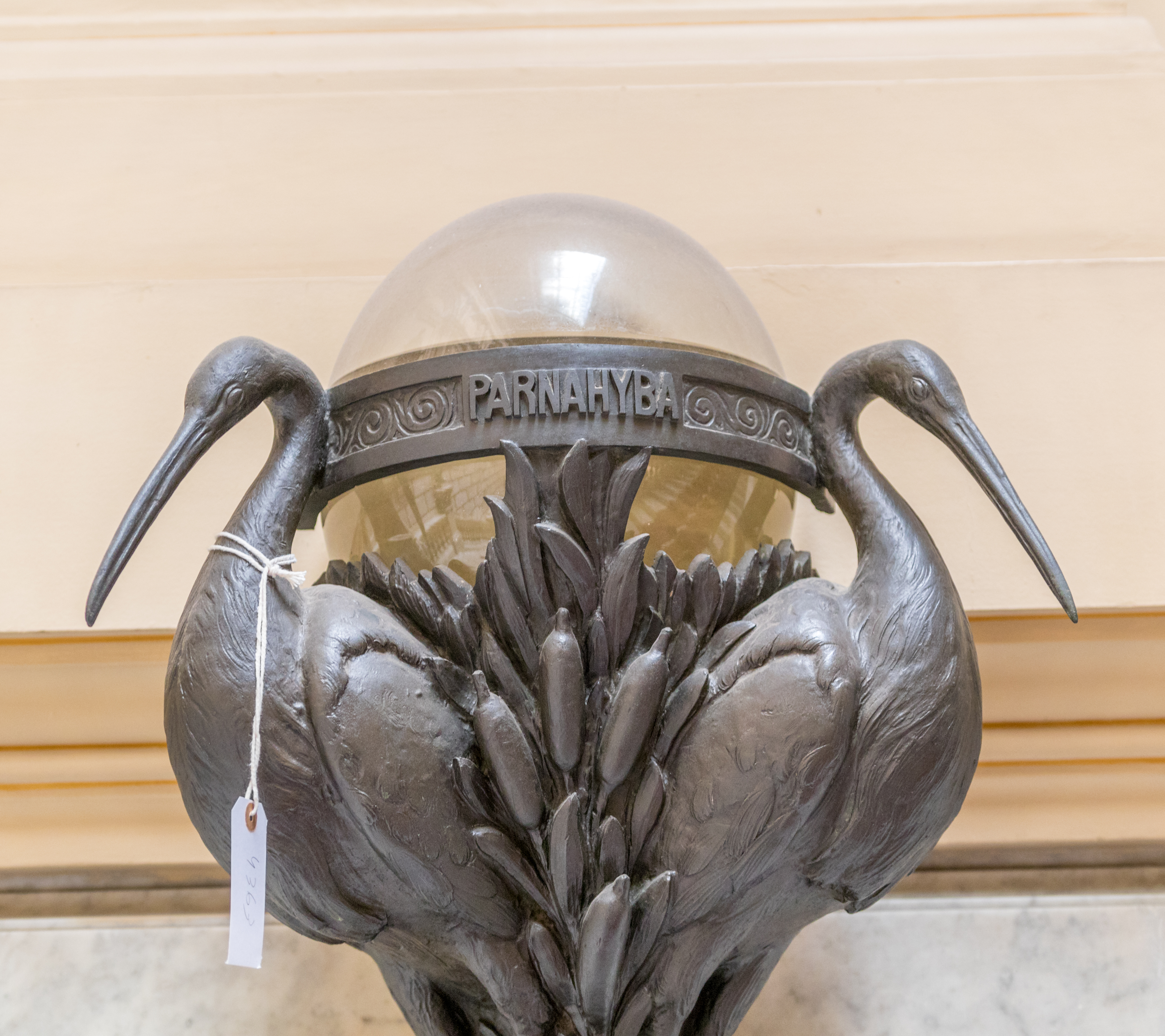
Rio Parnaíba
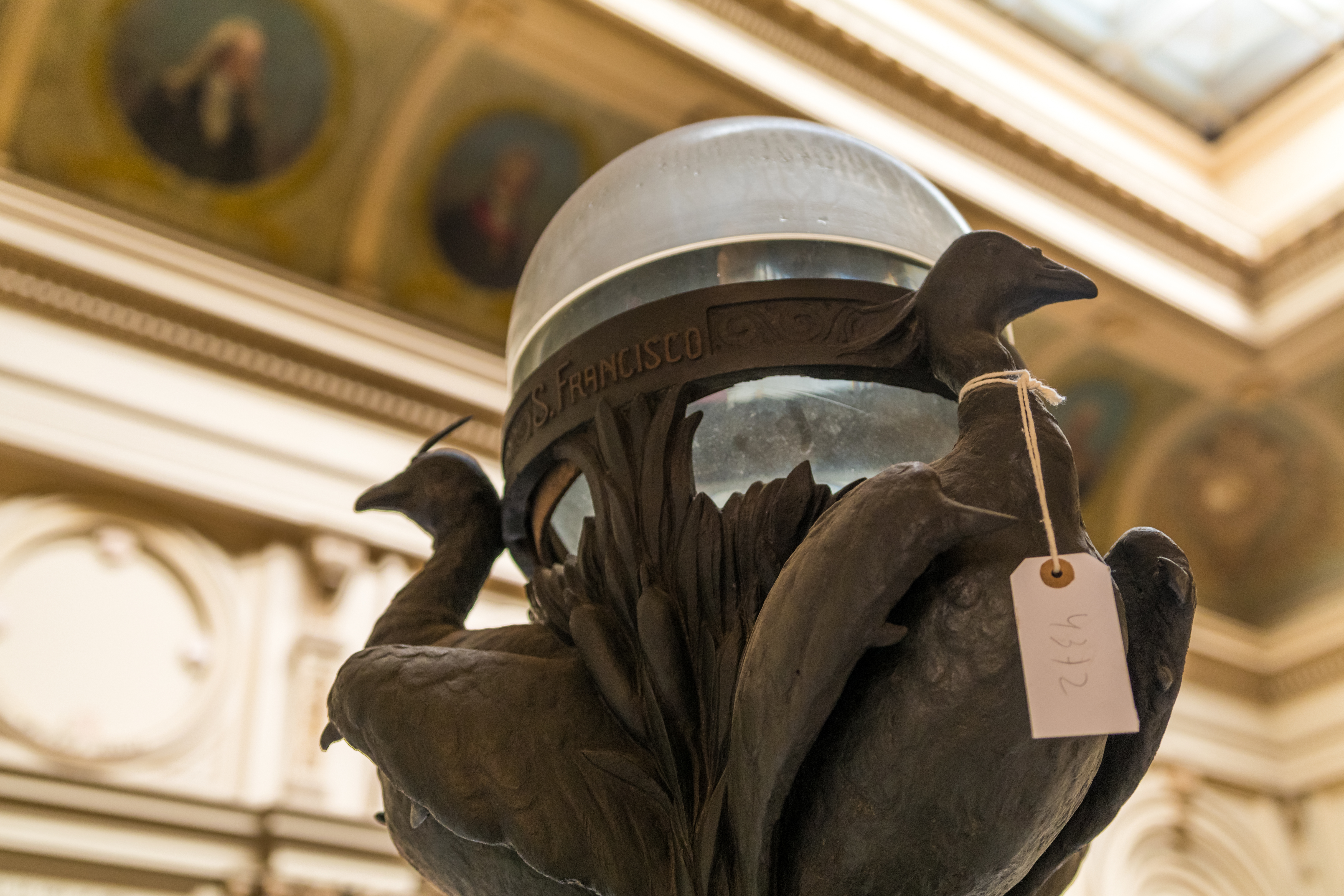
Rio São Francisco